# Анталь Сентміхаї
Анталь Сентміхай (угор. Szentmihályi Antal, нар. 13 червня 1939, Дьйор) — угорський футболіст, що грав на позиції воротаря. По завершенні ігрової кар'єри — тренер.
Виступав, зокрема, за клуби «Вашаш» та «Уйпешт», а також національну збірну Угорщини.
Восьмиразовий чемпіон Угорщини. Володар Кубка Мітропи.

## Клубна кар'єра
У дорослому футболі дебютував 1958 року виступами за команду клубу «Дьйор», в якій провів один сезон, взявши участь у 21 матчі чемпіонату.
Своєю грою за цю команду привернув увагу представників тренерського штабу клубу «Вашаш», до складу якого приєднався 1959 року. Відіграв за клуб з Будапешта наступні п'ять сезонів своєї ігрової кар'єри. Більшість часу, проведеного у складі «Вашаша», був основним голкіпером команди. За цей час двічі виборював титул чемпіона Угорщини, ставав володарем Кубка Мітропи.
У 1965 році перейшов до клубу «Уйпешт», за який відіграв 9 сезонів. Граючи у складі «Уйпешта» також здебільшого виходив на поле в основному складі команди. За цей час додав до переліку своїх трофеїв ще шість титулів чемпіона Угорщини. Завершив професійну кар'єру футболіста виступами за команду «Уйпешт» у 1974 році.

## Виступи за збірну
У 1961 році дебютував в офіційних матчах у складі національної збірної Угорщини. Протягом кар'єри у національній команді, яка тривала 9 років, провів у формі головної команди країни 31 матч.
У складі збірної був учасником футбольного турніру на Олімпійських іграх 1960 року у Римі, на якому команда здобула бронзові нагороди, чемпіонату світу 1962 року у Чилі, чемпіонату Європи 1964 року в Іспанії, на якому команда здобула бронзові нагороди, футбольного турніру на Олімпійських іграх 1964 року у Токіо, здобувши того року титул олімпійського чемпіона, чемпіонату світу 1966 року в Англії.

## Кар'єра тренера
Розпочав тренерську кар'єру невдовзі по завершенні кар'єри гравця, 1977 року, очоливши тренерський штаб клубу «Секешфехерварі Елоре».
У 1980 році став головним тренером команди МТК (Будапешт), тренував клуб з Будапешта лише один рік.
Згодом протягом 1981–1982 років очолював тренерський штаб клубу «Відеотон».
Протягом тренерської кар'єри також очолював команди клубів «Татабанья», БВСК, «Аш-Шабаб», «Аль-Джахра», «Кечкемет», «Аль-Таавун» та «Клуб Валенсія».
Останнім місцем тренерської роботи був клуб «Діошдьйор», головним тренером команди якого Анталь Сентміхай був протягом 1994 року.

## Титули і досягнення
- Чемпіон Угорщини (8):

«Вашаш»: 1960–1961, 1961–1962
«Уйпешт»: 1969, 1970, 1970–1971, 1971–1972, 1972–1973, 1973–1974
- Володар Кубка Угорщини (2):

«Уйпешт»: 1969, 1970
- Володар Кубка Мітропи (1):

«Вашаш»: 1962
- Олімпійський чемпіон: 1964
- Бронзовий олімпійський призер: 1960